# Wankeliella pongei
Wankeliella pongei är en urinsektsart som beskrevs av Josef Rusek 1978. Wankeliella pongei ingår i släktet Wankeliella, och familjen blekhoppstjärtar. Arten är reproducerande i Sverige.